# 岐阜市立鶉小学校
岐阜市立鶉小学校（ぎふしりつ うずらしょうがっこう）は、岐阜県岐阜市中鶉にある小学校。

## 沿革
鶉小学校の沿革史。
- 1873年（明治6年）7月10日 - 鶉村に研学義校が開校。深広寺[注釈 1]を仮校舎とする。
- 1876年（明治9年）1月 - 公立鶉学校に改称する。現在の中鶉4丁目に校舎が完成し、移転。
- 1890年（明治23年） - 鶉尋常小学校に改称する。
- 1891年（明治24年）10月28日 - 濃尾地震により校舎が倒壊。
- 1892年（明治25年）2月18日 - 仮校舎が完成。
- 1893年（明治26年）10月 - 校舎を新築する。
- 1901年（明治34年）9月30日 - 校舎（木造2階建）を新築する。
- 1927年（昭和2年）
  - 7月 - 校舎（明治34年完成）を移築し、運動場を造る。
  - 12月 - 校舎（明治26年完成）を取り壊し、跡地に新校舎が完成。
- 1941年（昭和16年）4月1日 - 鶉国民学校に改称する。
- 1947年（昭和22年）4月1日 - 鶉村立鶉小学校に改称する。
- 1950年（昭和25年）8月20日 - 鶉村が岐阜市に編入される。同時に岐阜市立鶉小学校に改称する。
- 1953年（昭和28年） - 校舎を新築する。
- 1966年（昭和41年）12月 - 校舎（鉄筋コンクリート造3階建）を新築する。
- 1967年（昭和42年）12月 - 校舎を増築する。
- 1971年（昭和46年）3月 - 校舎を増築する。
- 1972年（昭和47年）3月 - 校舎を増築する。校歌を制定。（作詞：平光善久、作曲：土屋寛恒、編曲：土屋嘉瑞明）
- 1974年（昭和49年）5月27日 - 新運動場が完成。
- 1975年（昭和50年）6月 - 校舎を増築する。
- 1979年（昭和54年）2月 - 体育館が完成。
- 1987年（昭和62年）3月 - 南舎管理棟が完成。

## 通学区域
- 鶉、北鶉1-5丁目、中鶉1-7丁目、西鶉1-6丁目、東鶉1-7丁目、南鶉1-7丁目[3]。

## 進学先中学校
- 岐阜市立境川中学校

## 交通機関
- 岐阜バス

茜部三田洞線（JR岐阜駅バスターミナルから下佐波（E70）・カラフルタウン（E76）・もえぎの里（E72）・高桑（E71））「鶉小学校前」より徒歩約1分。

## 周辺施設
- 岐阜県立羽島北高等学校
- 岐阜県立華陽フロンティア高等学校
- 岐阜聖徳学園大学
- 岐阜聖徳学園大学附属高等学校
- 岐阜聖徳学園大学附属中学校
- 岐阜聖徳学園大学附属小学校
- イオン柳津店
- カラフルタウン岐阜